# Epizonora
Epizonora é um gênero de mariposa pertencente à família Crambidae.